# تامارا کاتزنلنبوگن
تامارا کاتزنلنبوگن (انگلیسی: Tamara Katsenelenbogen؛ ۱۸۹۴ – ۱۹۷۶) معمار اهل لتونی بود.